# Lista de personagens de Bleach
Esta é uma lista de personagens da série Bleach, de mangá e anime, de Tite Kubo. Ocorre em um  universo fictício no qual os personagens são divididos em várias raças fictícias [en] divididas em facções. Eles são subdivisões da humanidade, mas se distinguem por viverem na Terra ou em uma das vidas após a morte, pela posse de poderes sobrenaturais tematicamente contrastantes e pelo uso de estética extraída das tradições artísticas de diferentes regiões da vida real.
O personagem principal da série, Ichigo Kurosaki, tem a habilidade de interagir com fantasmas. Ele conhece Rukia Kuchiki, uma Ceifeira de almas da Sociedade das almas cuja missão é lidar com almas perdidas famintas chamadas Hollows. Depois de ver Rukia gravemente ferida por um Hollow em sua presença, Ichigo recebe o poder de exorcismo e de psicopompia para realizar seus deveres de Ceifeiro de almas enquanto ela se recupera. Enquanto Ichigo guia o recém-falecido para a vida após a morte enquanto luta com Hollows, ele entra em conflito e forma alianças com os outros residentes da cidade com poderes sobrenaturais, incluindo seus amigos.
Muitos personagens individuais e o trabalho de design dos personagens da série foram elogiados, embora a lista de personagens em constante expansão de Bleach tenha sido um ponto de crítica na imprensa. O tamanho do elenco foi explicado pelo autor Kubo como o "resultado do seu processo de escrita", no qual ele primeiro cria novas figuras, depois escreve suas personalidades e arcos de personagens e, finalmente, reúne essas interações em um novo enredo. A resposta geral a essa técnica é mista, com alguns críticos acreditando que os personagens resultantes ainda são relativamente estereotipados e geralmente recebem pouco foco individual, enquanto outros observaram que até mesmo os personagens secundários se sentem como protagonistas de suas próprias histórias.

## Criação e concepção
Tite Kubo pensou em desenhar shinigamis trajando quimonos (sendo que a ideia acabou lhe servindo de parâmetro para o design de todos os outros shinigamis). O processo de criação sempre foi centrado em torno do design dos personagens. Assim como os Shinigamis, inúmeros outros elementos como: kidous e zanpakutous também foram baseadas na literatura japonesa.
Ao escrever o enredo, Tite acabou encontrando dificuldades na criação de material novo ara a série, ele começou a pensar em novos personagens (muitas vezes em massa), ao reler os volumes anteriores já desenvolvido. Ele disse que gostava de criar personagens com aparências que não correspondiam com sua verdadeira natureza (um elemento encontrado em muitos personagens de fato). Ele confessou que sempre foi atraído por pessoas com esta aparente contradição. Kubo considera cada personagem único, e sempre desejou desenvolver todos com o desenvolvimento da série.
Inúmeros personagens de Bleach utilizam diferentes tipos de linguagem e terminologias específicas para classificar seus ataques . Os Quincies, por exemplo,usam o idioma alemão, enquanto que os Hollows e Arrancars utilizam o idioma espanhol (valendo lembrar que os nomes de vários Arrancars foram baseados em nomes de arquitetos e designers famosos).
Tite Kubo citou influências para a série Bleach, variando de séries de mangás, músicas, línguas estrangeiras, arquitetura e cinema .Ele atribuiu seu interesse no sobrenatural e nos monstros por meio de Shigeru Mizuki,Ge Ge Ge no Kitaro, além de muitos aspectos relacionados as batalhas de Saint Seiya, mangás que ele apreciou durante a infância.

## Principais

### Ichigo Kurosaki
Ichigo Kurosaki (黒崎 一護, Kurosaki Ichigo) é o herói e protagonista da série Bleach. Ichigo é um estudante de cabelo alaranjando que acaba se tornando acidentalmente um "substituto de Shinigami", logo após absorver involuntariamente a maior parte dos poderes da shinigami Rukia Kuchiki. Sua natureza cínica e impulsiva no início faz com que mal tenha disposição para o dever de subistituto de Shinigami (o termo shinigami foi adaptado na versão brasileira do anime para ceifeiro de almas). Com o passar do tempo, ele acaba por aceitar e se adaptar seus novos poderes. Quando estava criando á obra, Kubo comentou que Rukia Kuchiki foi a primeira personagem criada por ele, pelo fato de não se encaixar devidamente no papel de protagonista.
O personagem é dublado na versão japonesa do anime por Masakazu Morita,na adaptação inglesa por Johnny Yong Bosch, e na versão brasileira por Fábio Lucindo.

#### O mundo interno e a simbologia da chuva
O mundo interno de Ichigo é um espaço mental e espiritual onde seus conflitos se manifestam fisicamente. Visualmente, é representado por uma cidade invertida suspensa no céu, sob um ambiente nublado e chuvoso. A presença da chuva nesse mundo está diretamente relacionada ao estado emocional de Ichigo, conforme explicado por Zangetsu:
“Você sabe como eu odeio a chuva... E chove neste mundo também... Se o seu coração tiver problemas, o céu ficará nublado. Se você sofrer, sempre choverá muito facilmente...”
Esse espaço interior funciona como reflexo direto da alma do protagonista, sendo comparável a conceitos da psicologia analítica, como o inconsciente pessoal e o self junguiano. A chuva funciona como marcador emocional de grande profundidade: ela aparece em momentos de desequilíbrio interno e quebrantamento emocional.
Exemplos importantes incluem:
- A morte de sua mãe, Masaki Kurosaki;
- A luta contra o Hollow Grand Fisher, associado ao trauma da perda;
- A derrota para Byakuya em Karakura, onde Ichigo entra em crise de identidade;
- O arco dos Fullbringers, onde Ichigo sofre com a perda de poderes, paranoias e sensação de traição;
- A suposta morte de Byakuya e sua derrota no primeiro confronto contra Yhwach, que simbolizam fracasso, impotência e perda de direção.

Nesses momentos, a chuva aparece como manifestação simbólica da dor, luto, insegurança ou conflito existencial.
Orihime Inoue e a chuva como elo empático

Em contraste, a personagem Orihime Inoue oferece uma visão diferente da chuva, expressa por sua célebre frase:
“Se eu fosse a chuva, eu seria capaz de me conectar ao coração de alguém, da mesma forma que a chuva pode unir o céu e a terra, que são eternamente separados?”
Para Orihime, a chuva não é algo negativo, mas um meio de conexão emocional. Ela deseja alcançar Ichigo mesmo sem acesso ao seu mundo interior, e vê na chuva uma metáfora para empatia e união emocional.

#### Zangetsu, o Hollow e o conflito interno
Ichigo possui duas manifestações internas principais relacionadas à sua zanpakutō: o "Velho Zangetsu", calmo e racional, e o "Hollow Branco", instável e instintivo. Inicialmente apresentados como opostos, são posteriormente revelados como partes complementares do mesmo espírito. A fusão de ambos simboliza a integração da razão e do instinto, da consciência e da sombra.

Durante um dos momentos mais simbólicos, Zangetsu declara:
“Se tiver fé em mim, eu não permitirei que nenhuma chuva caia neste mundo.”
Essa frase representa um gesto de apoio emocional e espiritual: Zangetsu promete proteção contra o sofrimento, desde que Ichigo confie nele — ou seja, confie em si mesmo.

Por outro lado, o Hollow deseja proteger Ichigo assumindo o controle em momentos de fraqueza. A metáfora do "rei e cavalo" representa a tensão entre liderança racional e força instintiva:
“Você é o Rei. Eu sou o Cavalo. Mas se você vacilar, eu tomarei seu lugar.”
A coexistência dessas forças dentro de Ichigo remete a ideias filosóficas de integração do ser: ao aceitar sua parte racional e sua parte instintiva, ele alcança a totalidade de sua identidade.
O Hollow Branco como verdadeiro espírito da zanpakutō
Durante boa parte da série, Ichigo acredita que o Velho Zangetsu — de aparência semelhante a Yhwach — é o verdadeiro espírito de sua zanpakutō. No entanto, é revelado mais tarde que o verdadeiro Zangetsu sempre foi o Hollow Branco. Esta figura, que Ichigo via como inimiga, era, na verdade, a manifestação mais autêntica de sua alma como ceifeiro.
Embora o Hollow se apresentasse com agressividade, seu comportamento não era puramente destrutivo. Na verdade, seu desejo mais profundo era proteger Ichigo a todo custo, mesmo que, para isso, ele precisasse desafiá-lo ou tomar o controle. Isso reflete uma tensão existencial: a parte primitiva e instintiva do “eu” que luta para sobreviver quando a razão falha.
A imagem icônica em que o Hollow exibe uma expressão intensa, e sua postura não é apenas ameaçadora, mas também carregada de significado emocional. O detalhe mais marcante da cena é o reflexo do rosto de Ichigo na lâmina da espada do Hollow — seu semblante está tenso, revelando medo e dúvida.
Esse reflexo simboliza a natureza do conflito: Ichigo sempre foi seu próprio inimigo, e o Hollow é apenas um reflexo disso. O destaque visual vai além da ameaça aparente — o reflexo do semblante triste ou preocupado do Hollow na lâmina da espada representa a dor compartilhada, não apenas o antagonismo. Ele não sorri com sadismo, mas com melancolia — como alguém que carrega um fardo.
Essa expressão é fundamental: mostra que o Hollow não luta contra Ichigo por ódio, mas por desespero. Ele grita para ser reconhecido, aceito, integrado — não rejeitado. Isso se conecta diretamente ao conceito junguiano de sombra: aquilo que negamos em nós mesmos, mas que precisa ser acolhido para que a psique se torne inteira.

O desejo do Hollow, portanto, nunca foi dominar Ichigo — mas sim prepará-lo. Ele queria que Ichigo fosse forte o bastante para suportar o peso de sua própria alma. E quando isso não acontecia, ele assumia o controle não como vilão, mas como escudo. Em suas palavras:
“Se você vacilar, eu tomarei seu lugar.”
Essa postura, embora hostil à primeira vista, é na verdade um ato de proteção extrema. O Hollow é o lado de Ichigo que não pode se dar ao luxo de falhar — pois o preço seria a destruição de tudo o que ele ama.
Interpretação simbólica de Zangetsu
Algumas leituras sugerem que Zangetsu pode ser interpretado como símbolo análogo ao Espírito Santo nas tradições cristãs — uma presença interior que guia, consola e protege. Sua promessa de impedir a chuva no mundo interno pode ser lida como um gesto de fé interior: a confiança de que, ao se aceitar e se ouvir, a dor será acalmada.

Essa leitura ganha força quando se considera que o Zangetsu é, na verdade, uma manifestação de Yhwach — nome que remete ao tetragrama YHWH, associado ao nome divino na tradição judaico-cristã. Embora Yhwach seja o antagonista da série, sua representação como "pai dos Quincy" reforça o simbolismo espiritual e complexo da figura.
Nota: Essas interpretações não são confirmadas oficialmente por Tite Kubo, sendo resultado de análises simbólicas e leituras críticas feitas por fãs.

### Rukia Kuchiki
Rukia Kuchiki (朽木 ルキア, Kuchiki Rukia) é a shinigami encarregada de exterminar os Hollows da cidade natal de Ichigo, Karakura. Apesar da aparência física de adolescente, Rukia na realidade é dez vezes mais velha do que Ichigo, possuindo aproximadamente 150 anos de idade. No início da trama, Rukia é forçada a transferir seus poderes de shinigami para Ichigo, e assim assumir um estilo de vida temporário típico de um ser humano. Ela logo se registra na escola secundária local e passa a residir no armário dele, enquanto ensina-o a ser um substituto de shinigami temporário. Ela é discreta, graciosa, inteligente e tem uma obsessão em desenhar "coelhos ecchi". Rukia geralmente trata Ichigo por meio de chutes no rosto e táticas similares, ligeiramente cômicos para "acordá-lo". Ela foi a primeira personagem da série criada por Kubo,e o design dela acabou sendo definido e repassado para os outros shinigamis.
Rukia é dublada na versão japonesa do anime por Fumiko Orikasa por Michelle Ruff na adaptação inglesa e por Tatiane Keplmair na adaptação brasileira.

### Uryū Ishida
Uryū Ishida (石田 雨竜, Ishida Uryū) é um Quincy, clã de humanos criado para combater hollows, e inimigos históricos dos Shinigamis. Ele é filho de Ryuuken Ishida. Ele tem um profundo ressentimento contra todos os shinigamis, incluindo Ichigo, sendo o antagonista inicial da série. É uma pessoa muito orgulhosa e antissocial. Com o decorrer da série, Ishida passa a ver seu rival Ichigo de forma diferente, e eventualmente, se torna um valioso aliado. Os poderes de Uryu como Quincy envolvem a captura de partículas espirituais denominadas Reishi. Ele os usa para criar inúmeras "flechas espirituais" vindas de seu arco Quincy. Ishida também pode disparar feixes de luz com seu arco, e mesmo sem este, ainda pode utilizar diversos tipos de técnicas e artefatos Quincy. Em certo ponto no decorrer do enredo do anime, Uryu perde suas habilidades ao lutar conta o capitão do 12º esquadrão do gotei 13, Mayuri Kurotsuchi, e as recuperou após um árduo e longo treinamento com o seu pai.
Ishida é dublado na versão japonesa do anime por Noriaki Sugiyama, e por Derek Stephen Prince na adaptação inglesa e por Alfredo Rollo e Márcio Marconatto na versão brasileira no anime e Pedro Alcântara no filme live action.

### Yasutora "Chad" Sado
Yasutora Sado (茶渡 泰虎, Sado Yasutora), mais conhecido como Chad (チャド, Chado), é um dos amigos de Ichigo na escola. Ele é um estudante birracial japonês/mexicano que possui um tamanho fora do padrão. Apesar de sua aparência imponente, Chad é muito humilde e gentil, e geralmente recusa uma luta, só aceitando esta em casos extremos, muitas vezes para proteger aqueles que ama. Diferente de Ichigo e outros, Chad não possui o dom de visualizar espíritos inicialmente, mas isso muda quando este tenta proteger Karin (irmã de Ichigo) de um Hollow. Nesse encontro,ele adquire uma habilidade distinta dos outros, a qual fortalece seu braço direito por meio de uma espécie de armadura,possibilitando-o lutar de igual pra igual com um Hollow. Eventualmente, Chad descobre que seu poder se assemelha bastante ao de um Fullbringer, e logo acaba se juntando a Xcution para ajudar Ichigo a recuperar seus poderes de shinigami perdidos durante A Batalha de Inverno.
Chad é dublado na versão japonesa do anime por Hiroki Yasumoto e por Jamieson Price na adaptação inglesa e por Cassius Romero na versão brasileira.

### Orihime Inoue
Orihime Inoue (井上 織姫, Inoue Orihime) é a jovem que estuda na mesma classe de Ichigo Kurosaki, É apaixonada pelo Aizen.Quando Inoue tinha apenas três anos, seu irmão mais velho Sora, de dezoitos anos, e ela saíram da casa dos pais por estes serem muito abusivos com eles. Mais tarde, quando Orihime estava no ensino fundamental, ele morreu em um acidente. Embora inicialmente não possua poderes espirituais, Inoue adquire-os depois. A sua habilidade é de alterar e rejeitar fenômenos do passado podendo curar ferimentos e sequelas.
É uma garota ingênua e insuportável. Só sabe falar " Ichigo-kun". É dublada por Yuki Matsuoka na versão japonesa do anime, por Sheh na adaptação inglesa e Melissa Garcia e Luisa Porto na adaptação brasileira. Não possui poderes shinigami.

## Secundários

### Shinigamis
Shinigami (死神?, "Deus da morte") são entidades espirituais da série de anime/mangá Bleach, inspirados nos Shinigamis da cultura japonesa. Na história, os Shinigamis atuam no mundo como "balanceadores", purificando Hollows e conduzindo almas até o outro mundo, a Soul Society. Após concluírem o treinamento na academia, a maioria dos shinigamis decidem fazer parte da Gotei 13, principal organização militar da Soul Society, fundada pelo comandante Yamamoto Genryuusai Shigekuni. Acima do Gotei 13, existe a Central 46, que lida com o sistema jurídico, administrativo e legislativo da Soul Society. Há também a guarda real(divisão zero) encarregada de proteger o palácio do rei das almas.

#### Genryūsai Shigekuni Yamamoto
Genryūsai Yamamoto Shigekuni (山本元柳斎重国, "Yamamoto Genryūsai Shigekuni") Foi o capitão da 1ª divisão e líder do Gotei 13. É um homem velho, musculoso e com muitas cicatrizes ao redor do corpo, mostrando sua experiência em inúmeras batalhas do passado. Yamamoto acredita que as leis devem ser cumpridas para o benefício da comunidade, rejeitando aqueles que desejam quebrá-las. No entanto, Yamamoto já quebrou tais regras por possuir uma dívida com Ichigo, que lutou ao seu lado contra os traidores da Soul Society. Ele fundou a academia shinigami acerca de 1.000 anos antes do enredo principal de Bleach.

#### Suì-Fēng
Suì-Fēng (砕蜂（ソイフォン）, Soifon, pinyin:Suì Fēng). É a atual capitã do 2º Divisão da gotei 13 e também comandante da onmitsu kidou, um grupo de operações especiais e de execução da Soul Society. Ela é uma shinigami muito esforçada e muito focada e tem uma forte tendencia em seguir ordens. Ela é adversa com seus subordinados, pois acredita que isto os mantem na linha. Durante a infância, ela serviu como uma guarda-costas e eventual protegida da ex-capitã do segundo esquadrão Yoruichi Shihōin, com quem desenvolveu uma relação estreita e profunda. Porém quando Yoruichi fugiu da Soul Society, por motivos desconhecido por ela, a mesma desenvolveu um sentimento de rancor que só foi confortado um século mais tarde, quando ambas lutaram.

#### Renji Abarai
Renji Abarai (阿散井 恋次, Abarai Renji) Reservado, o tenente da¨6ª Divisão quase sempre fica irritado com a presença de Ichigo Kurosaki. Tem tatuagens tribais na testa, Renji é um personagem bastante dinâmico. Sua personalidade varia de presunçoso e arrogante ao inquieto e deprimido depois de uma grande derrota, mas mostra-se um lutador incrivelmente sério e determinado, quando confrontado com uma ameaça real. Inicialmente, foi encarregado de prender Rukia, juntamente com o seu capitão e irmão mais velho de Rukia, Byakuya Kuchiki. Os dois foram para o mundo dos vivos, onde Renji derrotou Uryū Ishida mas foi vencido por Ichigo. Após cumprir sua missão, retorna a Soul Society e Rukia é mantida sob custódia esperando sua execução, porém antes disto acontecer, Ichigo chega a Soul Society pra resgatá-la e Renji é novamente derrotado por Ichigo, após sua derrota, implorou para que o mesmo salvasse sua amiga. Sua história foi vivida em maior parte na cidade mais pobre no mundo dos mortos, até conhecer Rukia, e depois tornar-se um Shinigami. durante o treinamento de Ichigo para desenvolver sua Bankai (secretamente) Renji aparece para treinar com ele.

#### Tōshirō Hitsugaya
Tōshirō Hitsugaya (日番谷 冬獅郎, Hitsugaya Tōshirō) é o capitão da 10ª Divisão do Gotei 13. Sua tenente é Rangiku Matsumoto.
O capitão Hitsugaya costuma ser muito serio e maduro, por isso Hitsugaya odeia qualquer coisa que ele considera infantil, bem como ser descrito como algo próximo a uma criança, como uma criança do ensino fundamental, Hitsugaya uma vez foi para o mundo dos vivos para ajudar Ichigo e seus amigos, entretanto, ao ir para a escola, ele foi direto para o segundo grau na classe de Ichigo e seus amigos. Apesar de suas diferenças de personalidade, Hitsugaya e a tenente Rangiku Matsumoto parecem muito próximos. Tōshirō é mostrado para ser facilmente aborrecido pelos outros, jogando conversa fora ou chamando a atenção para si mesmos.

#### Kenpachi Zaraki
Kenpachi Zaraki (更木剣八, Zaraki Kenpachi) é o capitão da 11ª divisão do Gotei 13. Anteriormente, sua tenente era Yachiru Kusajishi e seu atual tenente é Ikkaku Madarame.
Embora ainda autocentrado e violento, suas ações tendem a ser o melhor e seu relacionamento com sua divisão e outros é sempre retratado comicamente. Esta mudança cômico está centrada principalmente em torno de suas aparições nas Bleach anime e omake histórias, com exceção da diatribe ocasional entre ele e Yachiru. Ele é descrito como tendo um péssimo senso de direção, e é freqüentemente representado em histórias omake pedindo seu tenente Yachiru para direções para um lugar particular (que então aponta aleatoriamente em uma direção, mesmo que ela mesma tem um terrível senso de direção).

## Arrancars
Arrancar são um grupo de Hollows que ganharam poderes semelhantes aos de um Shinigami, ao remover as suas máscaras. Os indivíduos que Aizen transformou em Arrancar usando o Hōgyoku possuem capacidades gerais muito além de um Arrancar anterior. Os dez mais fortes dentre os Arrancars formam os Espada.
Arrancar são o resultado de Hollows pela remoção de suas máscaras. No entanto, um Hollow médio remover sua máscara não seria um problema para o Gotei 13: para manter sua própria contra o Gotei 13, a remoção de suas máscaras precisaria ser de Menos ou mais fortes.
Um Arrancar que anteriormente só era um Hollow normal, em vez de uma classe Menos, tem sido demonstrado ser mais potente do que alguns Vasto Lorde. Isso é mostrado quando o Hammerhead Arrancar consegue derrotar Tier Harribel e suas futuras Fracción.
Pseudo-Arrancar não desenvolveram muito nas últimas décadas. Aizen foi o primeiro a criar um avanço; Aizen tentou criar um Arrancar completo usando o Hōgyoku.[4]
O número que o Arrancar (com números de 11 e acima) não são o fim de sua força, mas sim a ordem de seu nascimento. Primeiro, através da Hōgyoku, eles renascem de Hollows em Arrancar. Em seguida, de acordo com a ordem na qual eles estão carregados, foi atribuído um número, começando com onze.
Arrancar e Hollows comuns diferem em vários aspectos:
- Forma Humanoide: Um Menos geralmente assume uma forma humana quando se torna um Arrancar. Os únicos que vão ficar definitivamente uma forma humanoide 100% são Menos de classe Vasto Lorde. Para os dois níveis restantes, há muitos que não tem uma forma completamente humanoide, apesar de se tornar Arrancar. Portanto, quanto mais perto se olha para uma cavidade, menor o seu poder de raciocínio.[6] Todo Arrancar tem um furo em algum lugar, bem como fragmentos da sua forma Hollow (na forma de saliências e máscaras parciais). Alguns Arrancar alegaram que eles desistiram de suas formas humanas, a fim de obter um poder maior.[7] Embora alguns Arrancar (por exemplo, Nnoitra Gilga e Tier Harribel) preferem ocultar os vestígios de seu passado, outros optam por esconder seus rostos completamente para fugir de atenção indesejada. A maioria também tem uma marcação de cor de algum tipo em seu rosto, embora alguns só tem a ganhar essas marcações sobre o lançamento de seu Zanpakutō (Ex: Nnoitra, Szayel Aporro Granz e Halibel). Alguns casos que incluem marcas visíveis sem o lançamento de um Zanpakutō incluem marcas de lágrimas de Ulquiorra, pontos rosa da Sun-Sun, os traços sob os olhos de Grimmjow, a marcação que atravessa as maçãs do rosto e nariz de Nelliel, e as marcas em ossos da face de Yammy.
- Fisiologia: Uryū Ishida teorizou partes de Arrancar não só os poderes de Shinigami, mas também a sua anatomia. Durante sua batalha com Cirucci Sanderwicci ele apontou para a área onde a Corrente do Destino seria localizado, e ao golpeá-la Cirucci imediatamente perdeu não só sua forma de liberação e fragmento de máscara, mas aparentemente todos os vestígios de seu antigo poder.[8]
- Buraco: uma das características mais marcantes de um Arrancar é o buraco em seu corpo. Diz-se a representar a falta de almas que é difícil de encher.[10]
- Zanpakuto: O Arrancar sela os núcleos das suas capacidades na forma de uma espada. É totalmente diferente do uso do Shinigami. Quando eles lançam selos de suas Zanpakutōs, eles libertam o seu verdadeiro poder e sua verdadeira forma.[11] A eficiência de combate de um Arrancar com uma Zanpakutō liberada é aumentado várias vezes.[12] Portanto, a liberação de um Arrancar de sua Zanpakutō é meramente uma restauração temporária para seus antigos mesmos, concedendo-lhes poderes que sua forma Hollow possuía. O ato de lançamento é chamada Resurrección (Espanhol para "Ressurreição"), que é ativado com uma frase de comando, seguido do nome da espada. Resurrección de um Espada é reivindicado para ser diferente do de um Arrancar normal.[13]
- Aparência:O Arrancar sob o comando de Aizen tem um tema padrão para suas roupas. Seus uniformes consistem em uma jaqueta branca, cinto preto, hakama branco, tabi preto e zōribranco que carrega uma semelhança oposição ao zori de um Shinigami, em essência, os uniformes são basicamente uniformes de Shinigami com cores invertidas. Uniformes que os Arrancar exibem são mais variados do que aqueles usados por Shinigami no entanto.
- Traços de Personalidade e Mentalidade

Enquanto a maioria dos Arrancar desenvolvem ou mantem os seus traços de personalidade, a maioria (não todos) dos Arrancar mostrados na série
parecem ser igualmente frios, cruéis, ambiciosos, impacientes, egoístas,confiantes, arrogantes, impulsivos, brutais, implacáveis, sedentos de batalha, arrogantes, mal-humorados, e/ou indiferentes. Nem todos Arrancar residentes em Hueco Mundo são leais a Aizen. Eles preferem não interferir com seus planos, presumivelmente por causa da imensa quantidade de poder de Aizen e do exército de servos. É por essa razão que muitos Arrancar evoluíram naturalmente sentindo a necessidade de alinhar-se com ele para obter mais poder. Embora alguns Arrancar optam por seguir Aizen na esperança de que ele vai entregar-lhes a salvação, outros aliados estão com ele puramente por respeito. Como Aisslinger Wernarr colocou, Aizen é alguém que não tem medo, que as criaturas nascidas fora do medo e da dor, tais como Hollows, encontram admirável. Apesar de seu orgulho, alguns Arrancar vai ao lado com uma força maior, como o Wandenreich conseguiu recrutar muitos Arrancar pela força e, apesar de ser escravizados alguns Arrancar têm se mostrado ainda ser leal a Sōsuke Aizen. Embora Arrancar são Hollows que ganharam poderes como os de Shinigami, mais ainda se referem a si mesmos como Hollows (como Ulquiorra, Zommari, Grimmjow, etc).Isto é semelhante à forma como Ichigo Kurosaki ainda se refere a si como um Shinigami, apesar de sua constante evolução em um Visard.

### Espada

#### Yammy Riyalgo
Yammy Riyalgo (ヤミー・リヤルゴ, Yamī Riyarugo, Também conhecido como Yammy Llargo no Japão), é o Decima espada do éxercito de Aizen Sousuke, é um arrancar impiedoso, sádico, que não pensa muito e usa apenas a força bruta. Curiosamente quando usa sua Resurrección ele se torna o espada número 0, tornando-se, em teoria, o mais poderoso entre todos. Ele quase nunca usa sua Zanpakutou em combate, preferindo combinar a força física e o uso do cero. Ele aparece no mundo humano junto com o quarta espada Ulquiorra para coletar dados sobre Ichigo Kurosaki. Sua tatuagem se encontra no ombro esquerdo e sua causa de morte é a ira.

#### Coyote Starrk
'Coyote Starrk (コヨーテ・スターク, Também conhecido comoKoyōte Sutāku no Japão), é o Primera Espada do exército de Ainzen sousuke, é um arrancar solitário, exceto por viver na companhia de Lilynette Gingerback, que nada mais é que a outra metade sua alma. Ele é extremamente poderoso, possui um estilo preguiçoso e desligado, não possui uma natureza agressiva ou arrogante. Sua tatuagem esta locaziada na mão esquerda e sua causa de morte é a solidão.

#### Grimmjow Jaegerjaquez
Grimmjow Jaegerjaquez (グリムジョー・ジャガージャック, Gurimujō Jagājakku) é o Sexta Espada do exército de Aizen Sousuke. Seu nome é baseado no arquiteto europeu Nicholas Grimshaw e na palavra alemã hunter. Grimmjow possui uma personalidade punk e autoritária e sempre está a procura de adversários mais fortes, sendo apenas intimidado por Aizen. Ele também tem um grande senso de honra e procura nunca lutar contra adversários que ele considera fraco. Sua tatuagem se encontra nas costas e sua causa de morte é a destruição.

### Bounts
Os Bounts (バウント, Baunto) são membros de um clã, constituído de seres imortais e capazes de alcançar força sobre-humana. Claramente inspirados nos vampiros, eles se alimentam de almas para ganhar imortalidade e força. Eles sugam as almas de pessoas mortas. Usam como poder os Dolls (Bonecos), objetos espirituais controlados por eles, trabalhando como uma equipe. Cada Bount tem o seu respectivo Doll. Normalmente, os Bounts odeiam se juntar, preferindo o isolamento. Esse clã existe apenas no anime, nunca aparece no mangá.

## Antagonistas

### Byakuya Kuchiki
Byakuya aparece como o Capitão da sexta divisão da Gotei 13 e um dos primeiros antagonistas da série. Byakuya acredita fortemente na lei e na ordem, como chefe de uma das grandes famílias nobres e capitão do Gotei 13, ele sempre trabalhou duro por uma sociedade pacífica. Ele acha que, se alguém em sua posição não seguir as regras como um bom exemplo, ninguém as seguirá. Ele tinha o objetivo de prender e executar sua irmã Rukia Kuchiki antes de ser impedido por Kurosaki Ichigo e descobrir que era um plano de Aizen Sousuke. Atualmente ele é um aliado relutante por sua inimizade com Ichigo.

### Aizen Sousuke
Foi introduzido como o Capitão da quinta divisão do Gotei 13. Mostrou ser muito querido por sua tenente Momo Hinamori e estimado na Soul Society. Ele era uma pessoa que todos acreditavam ser um exemplo de justiça e igualdade, até se revelar um traidor. Seu principal objetivo era invadir a dimensão real para matar o rei das almas e assumir o trono. Com seu poder e habilidades espirituais acima do normal, foi um vilão extremamente estratégico e calculista, que por muito pouco não executou seu objetivo. Foi o principal vilão até metade da série. Foi derrotado por Ichigo e selado por Urahara Kisuke. No momento em que ele é liberado do Muken (prisão), ele volta à sua personalidade calma e casual, deixando de lado os elogios de Shunsui Kyōraku em relação às suas habilidades atuais, e sofre aos poucos uma mudança de coração, estando disposto a lutar contra Yhwach e ajudar Ichigo antes de retornar ao Muken.

### Jin Kariya
Jin Kariya é o líder dos Bounts que planejava destruir toda a Soul Society através do Jōkaishō, o dispositivo que criou os Bounts. Ele era originalmente Eugene Currier, um garoto que se tornou amigo do cientista Ran'tao da Soul Society antes de ser forçado a deixar sua casa quando os Soul Reapers são enviados para matar os Bounts. A boneca de Jin Kariya é Messer, tendo-a absorvido por muito tempo para manipular o vento sem liberá-la em sua verdadeira forma. Enquanto usa a potência total de Messer, Kariya pode mover o vento em tais velocidades para gerar relâmpagos e se mover em altas velocidades semelhantes a um Flash Step. Eventualmente, derrotado no final, a verdadeira agenda de Kariya é revelada ser a destruição mutuamente garantida dos Soul Reapers e dos Bounts.

### Kūgo Ginjō
Ele é o líder do Xcution. No passado, ele foi o primeiro Soul Reaper substituto antes de se esconder ao saber que não era confiável pela Soul Society. Ginjō mais tarde estabeleceu Xcution e se tornou seu líder, enquanto fazia os Fullbringers trocarem energias com ele para cimentar sua organização. Logo depois, Ginjō faz Tsukishima alterar sua memória para conquistar Ichigo antes de ter suas memórias restauradas ao sifão Fullbring de Ichigo. Enquanto seu poder Fullbring é Cross of Scaffold, transformando seu pingente Saltire em uma grande Claymore, Ginjō pode usar seu distintivo Soul Reaper para aumentar seu poder.

### Yhwach
Ele é o principal vilão e de longe o inimigo mais poderoso de toda a série, é o soberano de Wandenreich e o suposto progenitor de todos os Quincies. Yhwach também é filho do Soul King, o ser cuja existência é vital para a Soul Society. Yhwach descobre o epíteto "A" para "O Todo-Poderoso", japonês para "Onisciente"), a capacidade de ver tudo e qualquer coisa que pode ocorrer em todos os futuros possíveis, e quando ele vê e sabe de um poder, torna-se incapaz de derrotá-lo. Em sua capacidade total, a habilidade também pode alterar o futuro da maneira que Yhwach desejar. Quando Yhwach nasceu, ele já demonstrou habilidades sobrenaturais ao infundir uma parte de sua alma em outras pessoas para curá-las de ferimentos e deficiências. Mas no momento em que uma pessoa curada dessa maneira morre, Yhwach recupera aquele fragmento enquanto ganha as habilidades e o conhecimento dessa pessoa.

## Outros personagens

### Família Kurosaki

#### Isshin Kurosaki
Isshin Kurosaki (黒崎 一心, Kurosaki Isshin) é, no início da série, o pai despretensioso de Ichigo, Karin e Yuzu, e o chefe da família. Mais tarde na série, é revelado que seu pai era de fato um ex-shinigami e capitão da 10ª Divisão, tornando-o o predecessor de seu atual líder, Tōshirō Hitsugaya. Forçado a fugir de seus deveres como shinigami após sacrificar seus poderes para salvar a vida de sua futura esposa, Masaki, Isshin abriu a Clínica Kurosaki no mundo humano, vivendo uma vida familiar simples na cidade de Karakura. Ele adotou o sobrenome de sua esposa, Kurosaki, mas era originalmente um membro do clã Shiba, tornando-o parente de Ganju, Kūkaku e Kaien Shiba. O comportamento pateta, enérgico e divertido que ele normalmente apresenta desmente seu olhar perspicaz e sabedoria, com os quais seu filho mais velho, Ichigo, pôde confiar em alguns pontos da série.
Isshin é dublado por Toshiyuki Morikawa [en] na versão japonesa do anime e por Patrick Seitz [en] na dublagem em inglês. Isshin é interpretado por Yōsuke Eguchi [en] no filme de ação, enquanto Keith Silverstein o dubla na dublagem em inglês do filme.

#### Karin Kurosaki e Yuzu Kurosaki
Karin Kurosaki (黒崎 夏梨, Kurosaki Karin) e Yuzu Kurosaki (黒崎 遊子, Kurosaki Yuzu), são as irmãs mais novas de Ichigo. Enquanto Karin é tipicamente cínica e sarcástica com a habilidade de ver espíritos, Yuzu é mais de fala mansa, empática e emocional. Quando Ichigo perde seus poderes após derrotar Aizen, começando seu primeiro ano do ensino médio com Yuzu, Karin assumiu um papel mais ativo ao ver e interagir com fantasmas.
Karin é dublada por Rie Kugimiya na versão japonesa do anime e por  Kate Higgins na dublagem em inglês. No filme de ação, ela é interpretada por Miyu Ando.
Yuzu é dublada por Ayumi Sena na versão japonesa do anime e por Janice Kawaye na dublagem em inglês. No filme de ação, ela é interpretada por Kokoro Hirosawa.
Na dublagem em inglês do filme de ação, as duas são dubladas por Janice Kawaye.

#### Kazui Kurosaki
Kazui Kurosaki (黒崎 一勇, Kurosaki Kazui) é o filho de Ichigo e Orihime, que possue poderes de shinigami. Seu rosto se parece muito com o de sua mãe, tendo o mesmo formato de olhos e curvas faciais, enquanto ele herdou o cabelo laranja brilhante de seu pai, embora seu cabelo seja visivelmente mais liso que o de Ichigo. Kazui é aventureiro, regularmente fazendo aparições não convidadas na casa de Hiyori Sarugaki e interagindo livremente com os remanescentes da Reiatsu de Yhwach.

#### Masaki Kurosaki
Masaki Kurosaki (黒崎 真咲, Kurosaki Masaki) era a esposa de Isshin Shiba e mãe de Ichigo, Karin e Yuzu, bem como a última da linhagem Kurosaki que foi acolhida pela família Ishida com o plano de se casar com Ryūken para continuar a existência dos Quincys como puros-sangues. No entanto, depois de ser infectada pelo Hollow artificial O Branco, Masaki se casou com Isshin após usar um método para reprimir a influência oca que exigia que Isshin tivesse seus poderes de Ceifeiro de almas selados. Ela foi morta pelo Hollow Grand Fisher enquanto protegia Ichigo. É revelado que quando Masaki e Ichigo encontraram Grand Fisher, o Auswählen de Yhwach fez Masaki perder seu poder Quincy, tornando-a incapaz de lutar contra Grand Fisher.

### Clã Shiba
O clã Shiba é a família de Isshin, que se baseia na Sociedade das almas como sua quinta família nobre, com prestígio em comparação com as famílias Kuchiki e Shihōin. Mas após a morte de Kaien Shiba, o clã Shiba caiu de sua posição de alto status antes dos eventos da série e ganha a vida como especialistas em fogos de artifício nos arredores da Sociedade das almas.

#### Kūkaku Shiba
Kūkaku Shiba (志波 空鶴, Shiba Kūkaku) é uma especialista em fogos de artifício, a irmã mais nova de Kaien [en] e a irmã mais velha de Ganju. Ela mora com sua família em casas temáticas (que ela muda, regularmente, de design e localização) nos arredores da Sociedade das almas. Por alguma razão desconhecida, Kūkaku está sem o braço direito que, no anime, foi substituído por uma prótese. Kūkaku é a chefe da família Shiba depois que Kaien morreu. Porque eles sabiam apenas que Kaien foi morto por um Ceifeiro de almas, tanto Kūkaku quanto Ganju desconfiam dos Ceifeiros de almas quando apresentados pela primeira vez. Depois que a assassina de Kaien, Rukia Kuchiki, explica como ele morreu e pede desculpas, os Shibas fazem as pazes. Kūkaku parece ter algum tipo de relacionamento com a Loja Urahara, conhecendo Yoruichi Shihōin e alegando ter trabalhado com Kisuke Urahara no passado. Ela pode realizar feitiços kidō de alto nível e carrega um kodachi amarrado ao redor da parte restante de seu braço direito. O canhão de fogos de artifício de Kūkaku é capaz de romper altas concentrações de reiatsu. Ele é usado pelo grupo de Ichigo para cruzar para o Seireitei e, muito mais tarde, para transportar Ichigo e os Guardas reais em direção ao Palácio real; é uma das poucas maneiras de fazer isso. Ela menciona ter que deixar Ichigo entrar no Palácio real, mesmo que isso entristeça o "tio" antes de ordenar que seu irmão treine com os membros falecidos da Xcution em preparação para a segunda invasão de Wandenreich.
Ela é dublada por Akiko Hiramatsu [en] na versão japonesa do anime e por Cindy Robinson [en] na dublagem em inglês.

#### Ganju Shiba
Ganju Shiba (志波 岩鷲, Shiba Ganju) é o irmão mais novo de Kaien [en] e Kūkaku. Ele é o líder de uma gangue, que monta em grandes javalis. Aliás, o javali de Ganju, Bonnie-chan, encontrou seu fim em um nabe para o qual o próprio Ganju foi convidado pelo capitão do 4º esquadrão, Unohana. Ganju possui um temperamento explosivo e um ego forte, embora tenha mostrado um lado mais suave, sendo facilmente intimidado por sua irmã mais velha, Kūkaku. Ele e sua irmã inicialmente odeiam Ceifeiros de almas devido à morte de seu irmão, Kaien, embora após suas interações com Ichigo Kurosaki ele supere isso. Ganju não é particularmente atraente, algo que se tornou uma piada recorrente na série. Ele tem uma adaga que lembra um cutelo ou um Dadao chinês, embora suas habilidades sejam limitadas e ele confie em seu arsenal de fogos de artifício e sua magia da terra. A magia da terra de Ganju não parece operar nos mesmos princípios que os feitiços kidō padrão do Ceifeiro de almas; a única técnica que ele usa pode reduzir qualquer terra alco em areia ou areia movediça, útil ao fazer buracos nas paredes para escapar de perseguidores. Ganju participa com o grupo de Ichigo para entrar no Seireitei com a intenção de entender o que fez seu falecido irmão nunca odiar os Ceifeiros de almas até o fim, mesmo depois de ser morto por um. Mais tarde, ele confrontou o assassino de seu irmão, Rukia, e embora inicialmente ressentido, ele finalmente a perdoou depois de descobrir a verdade por trás da morte de Kaien de Ukitake. Durante o ataque de Wandenreich à Sociedade das almas, ele também participa com Ichigo, Orihime, Chad e Yoruichi para enfrentar Yhwach no Reino real.
Ele é dublado por Wataru Takagi [en] na versão japonesa do anime e por Kyle Hebert na dublagem em inglês.

### Quincys
Os Quincys (滅却師 (クインシー), Kuinshī) são um clã de humanos descendentes de Yhwach. Conscientes espiritualmente por causa do sangue de Yhwach correndo por eles, os Quincys podem remodelar partículas espirituais em vários tipos de arco e flecha, espadas ou explosivos. Existem também Quincys que nascem uma vez a cada dois séculos com o mesmo poder do próprio Yhwach. No auge, os Quincys usaram seus poderes para combater os etéreos para proteger a terra dos vivos com uma taxa de sucesso maior do que os Ceifeiros de almas [en]. No entanto, diferentemente dos Ceifeiros de almas que purificam Hollows [en], os Quincys destroem completamente a alma e, assim, criam um desequilíbrio entre a vida e a morte que ameaçaria destruir o mundo.
Como último recurso para evitar mais desequilíbrios, os Ceifeiros de almas exterminaram a maioria dos Quincys, deixando apenas alguns vestígios de vida. Como resultado, tendo grande animosidade em relação aos Ceifeiros de almas, alguns Quincys se casam com famílias humanas normais e seus filhos tornam-se Quincys impuros, enquanto algumas famílias Quincys tentam manter sua linhagem pura. Tite Kubo criou os Quincys como rivais dos Ceifeiros de almas, resultando em armas de longo alcance como um contra-ataque às zanpakutos padrões dos Ceifeiros de almas e roupas brancas como uma antítese do uniforme preto dos Ceifeiros de almas. Seu nome deriva de seu símbolo, uma estrela de cinco pontas e o prefixo "quin", que significa "cinco", bem como o gosto de Kubo pela frase "Arqueiro Quincy". Além de Uryū Ishida e o Wandenreich, existem alguns outros Quincys que sobreviveram ao genocídio.

#### Ryūken Ishida
Ryūken Ishida (石田 竜弦, Ishida Ryūken, romanizado como "Ryūgen" no Livro oficial de personagens de Bleach SOULs (ALMAs) e outras fontes japonesas) é o pai de Uryū que trabalha como diretor hospitalar do Hospital Karakura. Ryūken é retratado como um Quincy amargo e frio que detesta seu próprio povo, embora seja extremamente poderoso e possua muitos dos artefatos perdidos ou roubados de seu povo (algumas das novas armas que Ishida usa atualmente são "emprestadas" de seu pai). É revelado que ele deveria se casar com Masaki Kurosaki, uma parente distante dele, para preservar a pureza do sangue Quincy. No entanto, seu noivado acabou quando Masaki passou por hollowficação e Isshin Shiba amarrou sua vida com a de Masaki para salvá-la. Em vez de Masaki, ele se casou com a empregada de sua família, Kanae Katagiri. Nove anos antes da história principal, Kanae foi submetida ao Auswählen e acabou morrendo, impactando Ryūken e fazendo com que ele detestasse Quincys. Após a morte de sua esposa, ele realizou uma autópsia de longo prazo em seu corpo para recuperar um pano de prata especial criado a partir de Auswählen e o usou para fazer uma flecha que pode parar o poder de Yhwach.
Ryūken é dublado por Ken Narita [en] na versão japonesa do anime e por Michael McConnohie [en] na dublagem em inglês.

#### Sōken Ishida
Sōken Ishida (石田 宗弦, Ishida Sōken) foi o pai de Ryūken e o avô de Uryū. Ele treinou Uryū nas habilidades de Quincy ao longo de sua infância, tornando-se seu mentor no processo. Sōken tentou fazer as pazes, com os Ceifeiros de almas, defendendo um novo sistema de resposta aos ataques dos Hollows. Sua proposta nunca foi aceita e ele acabou sendo morto em um ataque Hollow devido à sua velhice (com Mayuri Kurotsuchi sendo o responsável, por não enviar Ceifeiros de almas para salvá-lo).
Sōken é dublado por Eiji Maruyama na versão japonesa do anime e por  David Lodge na dublagem em inglês.

#### Kanae Ishida (nee Katagiri)
Kanae Katagiri (片桐 叶絵, Katagiri Kanae) era esposa de Ryūken Ishida e mãe de Uryū. Ela é mestiça (Gemischt) e originalmente trabalhava como empregada doméstica da família Ishida. Ela fez amizade com Ryūken desde que eram crianças e eventualmente desenvolveu uma queda por ele, embora ela saiba que Ryūken deve se casar com sua parente distante, Masaki Kurosaki. Depois que o noivado de Ryūken com Masaki acabou, ela confortou um choroso Ryūken e eventualmente se casou com ele, dando à luz Uryū. No entanto, nove anos antes da história principal, o progenitor dos Quincys, Yhwach, iniciou o Auswählen: o processo para absorver o poder do impuro Quincy, que tomou os poderes de ambas, Kanae e Masaki. Kanae, que já estava fraca na época, acabou morrendo três meses depois.

### Mimihagi
Mimihagi (ミミハギ) é um deus caído que é vassalo do Rei das almas, especificamente seu braço direito animado, aparecendo como um humanóide na forma de um braço com um olho em sua cabeça em forma de mão. Mimihagi há muito foi esquecido pela maioria na Sociedade das almas, mas é reverenciado nas áreas externas da Rukongai oriental por sua capacidade de prolongar a vida de uma pessoa, tirando a parte aflita de seu corpo e dando à pessoa os meios para viver através do Kamikake. (神掛, lit. "Deus suspenso") capacidade de compensar os efeitos colaterais irreversíveis. Tal exemplo é Jūshirō Ukitake, cujos pulmões Mimihagi removeu a mando de seus pais. Durante a segunda invasão do Wandenreich, Jūshirō ativou Kamikake para oferecer seu corpo a Mimihagi para reviver o Rei das almas. Mimihagi aceita o sacrifício de Jūshirō, mas é impedido de reviver o Rei das almas por Ywhach e é absorvido pelo Quincy.